# Salvador Vinyals i Sabaté
Salvador Vinyals i Sabaté   (Barcelona, 22 de novembre de 1847 - Barcelona, 20 de novembre de 1926) fou un arquitecte català.

## Biografia
Va néixer a la plaça del Pedró de Barcelona, fill del tintorer Vicenç Vinyals i Planella (1820-1890, natural de Sarrià, i de Catalina Sabaté i Brunet, natural de Barcelona. Es titulà com a mestre d'obres el 1868 i com a arquitecte el 31 de maig de 1877. Fou germanastre de Melcior Vinyals i Muñoz qui, per desavinences amb ell, es va instal·lar a Terrassa, on va realitzar obres força destacades i el pla urbanístic de 1933.
D'estil eclèctic amb línies clàssiques, a vegades fa incursions dins el modernisme com a la casa Juncosa a la rambla de Catalunya i Barcelona.
Fou un dels arquitectes més sol·licitats del seu temps i autor de nombroses cases a l'Eixample de Barcelona.
També es va dedicar a la realització d'obres per a entitats com la construcció del Monestir de Sant Pere de les Puel·les a Sarrià, la capella del convent de les Magdalenes (1880), el desaparegut Teatre Líric (1881), la Presó Model (1888-1904, amb Josep Domènech i Estapà), el Teatre Novedades (1890) o les obres de restauració al Teatre del Liceu (1898).
Altres edificis destacats són la torre Buxareu a Puigcerdà (1879), la torre Lacambra a Sarrià (1892), can Robert (1892-1894) i la casa Oller (1891) a Sitges, entre d'altres.
Una de les seves darreres obres va ser l'ampliació de la Fàbrica Bertrand i Serra a Manresa, coneguda com la «fàbrica nova» i que va ser la més important de la seva època a la ciutat.

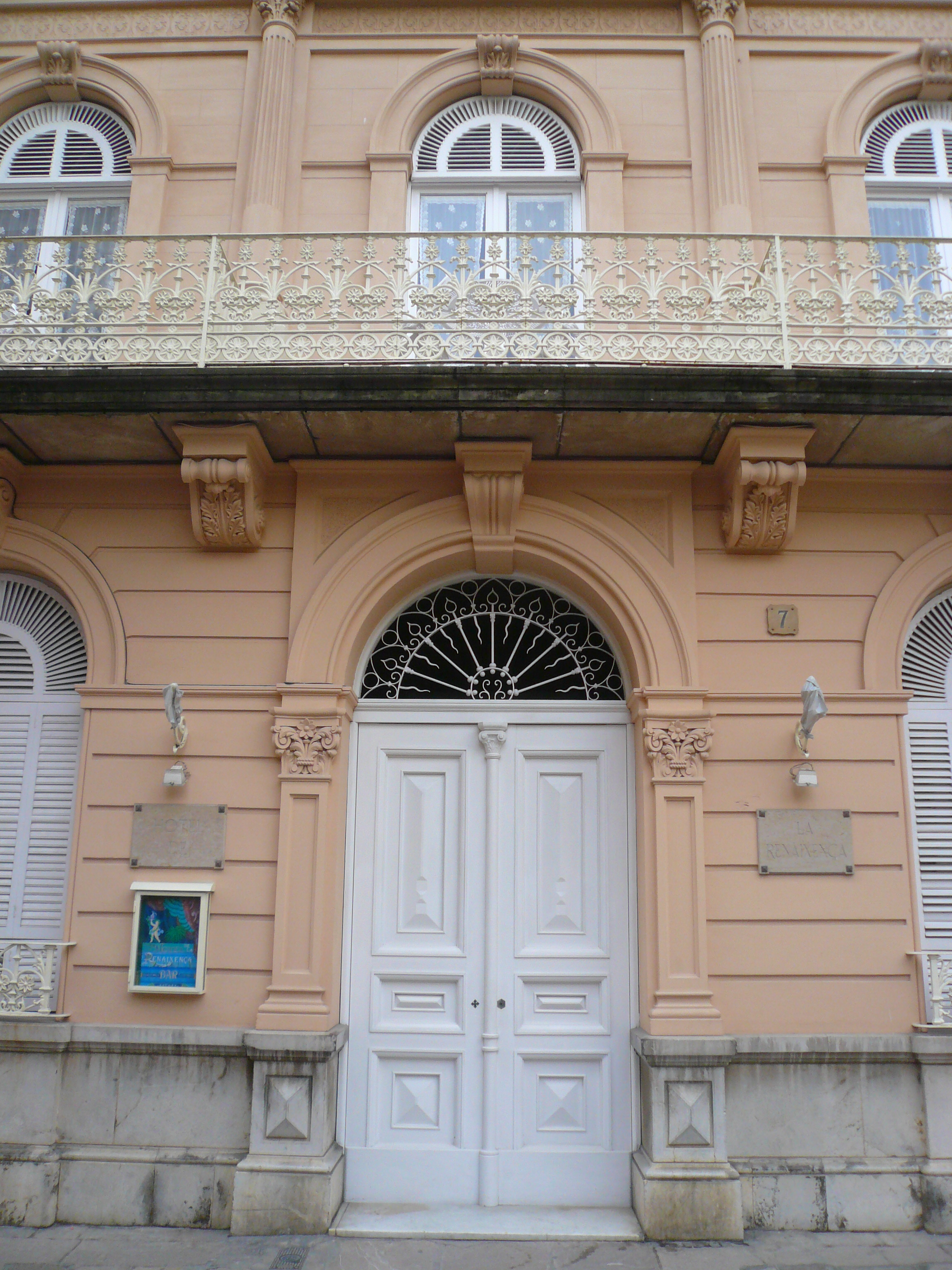
Can Robert, a Sitges.
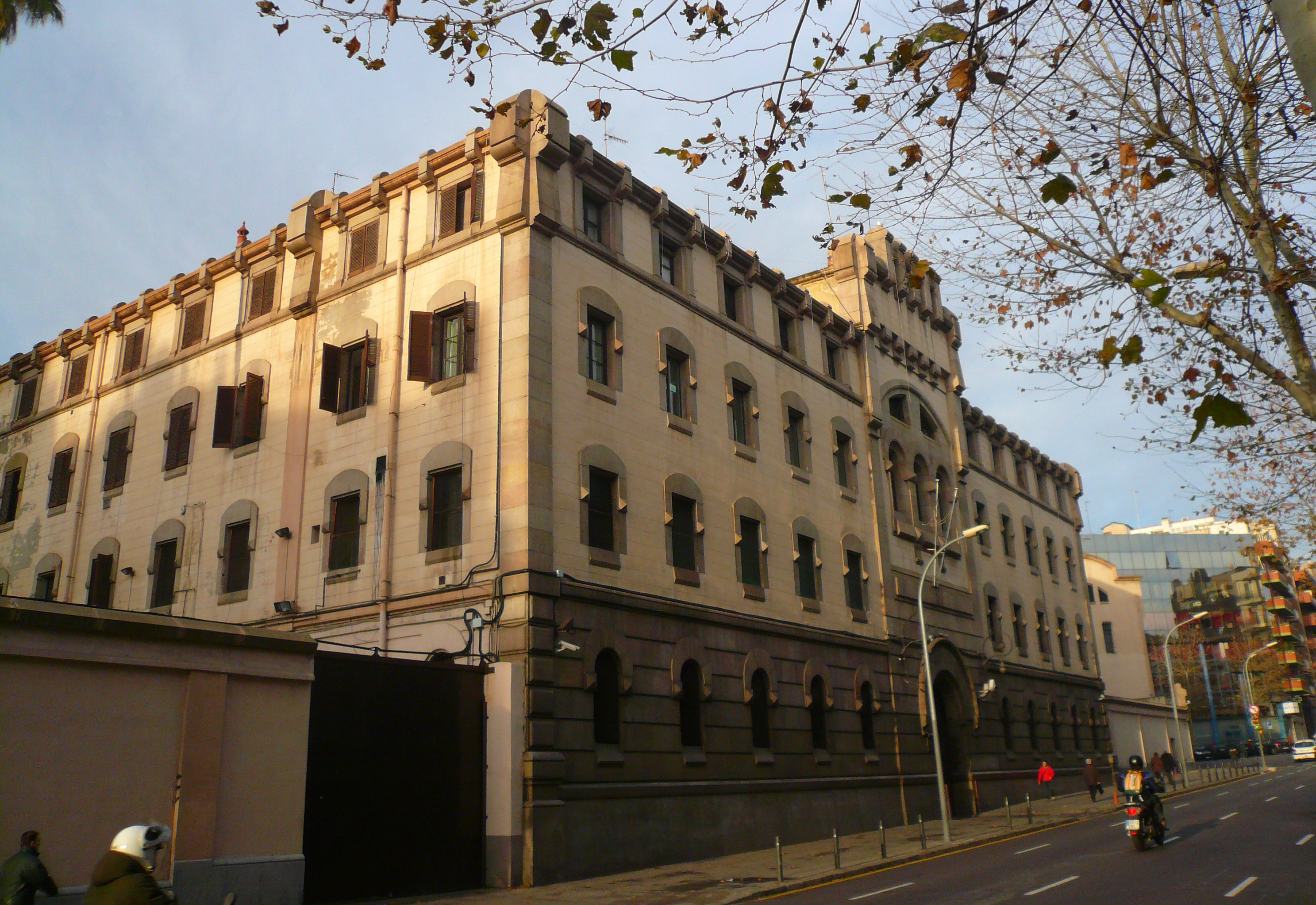
Presó Model